# Валентин Станчев
Валентин Иванов Станчев е бивш български футболист, нападател, а от началото на 2014 г. изпълнява длъжността-Главен селекционер на ДЮШ на ПФК Лудогорец Разград.

## Биография и кариера
Роден е на 25 октомври 1968 г. в гр. Враца. Живее и израства в с. Пудрия, Врачанско. Продукт е на школата на Ботев (Враца).
През годините защитава цветовете на Ботев Враца, Черноморец (Бургас), Спартак (Варна), ЦСКА (София), Черно море (Варна), Шанхай Шенхуа и Заксен Лайпциг (Германия). Носител на купата на страната през 1999 г. с отбора на ЦСКА като вкарва победния гол на финала, спечелен от „армейците“ с 1-0. Вицешампион на Китай през 1997 г. с Шанхай Шенхуа. За купата на УЕФА има 8 мача и 4 гола с ЦСКА, в турнира Интертото има 11 мача и 5 гола за Спартак (Вн). Има 1 мач за националния отбор. Официалното си сбогуване с футбола и със своите почитатели прави на 1 юни 2008 г. на стадион „Христо Ботев“ в гр. Враца, когато се провежда неговият бенефисен мач, пред 10 000 зрители. В бенефиса взимат участие футболни легенди — бивши и настоящи, сред които Димитър Бербатов и Мартин Петров (последният също е продукт на врачанската футболна школа).
След приключване на професионалната си кариера започва работа като шеф на ДЮШ и треньор в школата на ПФК Черно море (Варна).
В периода 2012-2014 е спортно-технически директор на ФК Ботев (Враца).
От февруари 2014 е назначен за главен селекционер на ДЮШ на ПФК Лудогорец Разград.

## Статистика по сезони
- Ботев (Враца) - 1988/89 - А група, 14 мача/2 гола
- Ботев (Враца) - 1989/90 - А група, 23/5
- Ботев (Враца) - 1990/91 - Б група, 31/11
- Ботев (Враца) - 1991/92 - Б група, 35/16
- Черноморец - 1992/93 - А група, 29/8
- Черноморец - 1993/94 - А група, 26/7
- Спартак (Варна) - 1994/95 - Б група, 30/15
- Спартак (Варна) - 1995/96 - А група, 28/7
- Спартак (Варна) - 1996/ес. - А група, 14/5
- Шанхай Шенхуа - 1997/пр. - Лига Дзя-А, 16/8
- Спартак (Варна) - 1997/98 - А група, 29/12
- ЦСКА - 1998/99 - А група, 23/7
- Заксен - 1999/00 - Оберлига-Североизток, 29/16
- Спартак (Варна) - 2000/01 - А група, 26/13
- Спартак (Варна) - 2001/02 - А група, 33/9
- Спартак (Варна) - 2002/03 - А група, 17/3
- Черно море - 2004/пр. - А група, 9/4
- Черно море - 2004/05 - А група, 14/2